# Espoo Raiders
Gli Espoo Raiders sono stati una squadra di football americano di Espoo, in Finlandia; fondati nel 1979, hanno giocato col nome di Espoo Poli fino al 1985, poi come Espoo FT Scotch fino al 1988, infine come Espoo Raiders; hanno chiuso nel 1990, fondendosi con gli East City Giants. Hanno vinto 1 titolo nazionale.

## Dettaglio stagioni

### Tornei nazionali

#### Campionato

##### Vaahteraliiga
| Stagione | regular season | regular season | regular season | regular season | regular season | regular season | playoff | playoff | playoff | playoff | playoff | playoff       | playoff           |
|          | Vin            | Par            | Per            | Tot            | PF             | PS             | Vin     | Per     | Tot     | PF      | PS      | risultato     | avversaria        |
| -------- | -------------- | -------------- | -------------- | -------------- | -------------- | -------------- | ------- | ------- | ------- | ------- | ------- | ------------- | ----------------- |
| 1980     | 5              | 0              | 1              | 6              | 157            | 26             | 2       | 0       | 2       | 12+?    | 0+?     | Campioni      | MAJS              |
| 1981     | 5              | 0              | 2              | 7              | 304            | 51             | 1       | 1       | 2       | 40      | 14      | Terzo posto   | Helsinki Roosters |
| 1982     | 7              | 0              | 1              | 8              | 372            | 26             | 1       | 1       | 2       | 16      | 48      | Terzo posto   | East City Giants  |
| 1983     | 5              | 0              | 2              | 7              | 137            | 82             | 2       | 1       | 3       | 93      | 41      | Vaahteramalja | Helsinki Roosters |
| 1984     | 5              | 0              | 2              | 7              | 155            | 69             | 2       | 1       | 3       | 59      | 56      | Terzo posto   | Helsinki Roosters |
| Totale   | 27             | 0              | 8              | 35             | 1125           | 254            | 8       | 4       | 12      | 220+?   | 159+?   |               |                   |

Fonti: Enciclopedia del Football - A cura di Massimo Mezzetti

### Riepilogo fasi finali disputate
| Anno | Luogo    | Evento        | Fase del torneo      | Incontro                       | Risultato |
| 1980 | Helsinki | Vaahteraliiga | Vaahteramalja        | MAJS - Espoo Poli              | 0 - 12    |
| 1981 |          | Vaahteraliiga | Finale 3º - 4º posto | Espoo Poli - Helsinki Roosters | 8 - 4     |
| 1982 |          | Vaahteraliiga | Finale 3º - 4º posto | Espoo Poli - East City Giants  | 26 - 0    |
| 1983 | Helsinki | Vaahteraliiga | Vaahteramalja        | Helsinki Roosters - Espoo Poli | 28 - 17   |
| 1984 |          | Vaahteraliiga | Finale 3º - 4º posto | Helsinki Roosters - Espoo Poli | 16 - 17   |

## Palmarès
- 1 Vaahteramalja (1980)